# Haerent Animo
Haerent Animo (en español, Tenemos grabado en el ánimo) es una exhortación apostólica de Pio X dirigida al clero católico y publicada el 4 de agosto de 1908.

## Objeto de la exhortación
«Pesan en el ánimo, y nos llenan de saludable temor, las palabras del Apóstol a los Hebreos (13,17) que, inculcándoles el deber de obediencia hacia los superiores, afirmaba con toda su autoridad: "Ellos vigilan como responsables que deberán rendir cuenta de vuestras almas"» 
Así empieza esta exhortación, que es una fuerte llamada a los sacerdotes para que su primera preocupación sea su propia santidad. La santificación personal es una premisa indispensable para la acción apostólica. De aquí la particular insistencia de la encíclica sobre las prácticas de piedad, la meditación y los retiros espirituales. Utilizando la terminología de la propia exhortación se concluye que las virtudes  «pasivas» son más importantes que las «activas». Esta exhortación ha tenido una gran influencia en los sacerdotes, al menos hasta los años del Concilio Vaticano II, pues los educadores de los seminarios han recurrido habitualmente a él para la formación de los nuevos sacerdotes.

## Contenido
En el original latino los párrafos no aparecen numerados, ni quedan agrupados bajo distintos epígrafes. Los apartados que se incluyen a continuación solo tratan de estructurar la síntesis que se ofrece a continuación.

### El sacerdote debe ser santo
La exhortación tiene como objetivo alentar a los sacerdotes en su lucha por la santidad, de modo que  sirva de aliento para los tibios, marcando para todos el camino a seguir, El sacerdote debe ser santo pues está llamado a ser luz del mundo y sal de la tierra; él es dispensador de los misterios de Dios, administrador de cosas santas: los sacramentos y, ante todo, la Eucaristía. Recuerda el Papa las palabras de San Juan Crisóstomo
¿No debiera tener esplendor más brillante que el del sol la mano que parte esta carne? ¿Cómo deberá ser la boca que se llena de ese fuego espiritual, la lengua que se enrojece con tan preciosa sangre?|San Juan Crisóstomo,{In Mat. hom. 82, n. 5.|col2=} 
Y cómo instaba San Carlos Borromeo al clero:

Si considerásemos, queridísimos hermanos, cuán grandes y santas cosas ha puesto Dios en nuestras manos, ¡qué fuerza tendría esta consideración para llevarnos a vivir una vida digna de sacerdotes! ¡Qué es lo que el Señor no ha puesto en mis manos, cuando ha puesto a su propio Hijo, único, eterno y consustancial a Sí mismo! Ha puesto en mis manos todos: sus tesoros, todos sus Sacramentos, todas sus gracias; ha puesto en mis manos las almas, que es lo que más quiere, a las que ha amado como a sí mismo, a las que ha comprado con su sangre; ha puesto en mis manos el mismo cielo, que puedo abrir y cerrar a los demás... ¿Cómo podría, pues, yo ser tan ingrato para tantos honores y tanto amor, hasta el punto de pecar contra El, de ofenderle, de contaminar un cuerpo que es el suyo, de profanar esta dignidad, esta vida consagrada a su servicio?

La Iglesia muestra una preocupación continua por la santidad de los sacerdotes; en el seminario los jóvenes aprenden las ciencias y las letras, pero de modo especial se forman en todo lo que se refiere a la santidad. El pensamiento de la Iglesia sobre la vida sacerdotal se manifiesta en los ritos de la ordenación, advirtiendo a los clérigos de los deberes que asumen. El Concilio de Trento, siguiendo a los Santos Padres y Santos Doctores advirtió a los clérigos que huyesen "hasta de las faltas leves, que en ellos serían muy graves".

### Naturaleza de la santidad sacerdotal
El fundamento querido por Cristo está propiamente en las virtudes «pasivas». La «conditio sine qua non» es la abnegación de sí mismo. No obstante la abnegación de sí y la vida interior serían mal entendidos si llevasen a descuidar los deberes del ministerio apostólico. La base insustituible de ese ministerio es la santidad y la unión con Dios; esa es la única ciencia que vale, y un buen ejemplo de ello es la vida y el fruto apostólico del Santo Cura de Ars.

### Medios de santificación
La oración es una ayuda indispensable para la santidad, Cristo con su oración al Padre y con sus preceptos mostró la importancia que tiene la oración para la santidad. La oración es necesaria para el propio sacerdote y para el pueblo.
La meditación "es de capital importancia señalar cada día un tiempo determinado para la meditación de las cosas eternas". Esta meditación es salvaguarda del fervor y remedio contra los peligros del  mundo. Debe rechazarse la excusa de estar demasiado absorbido por las actividades. La meditación es el secreto para obrar con criterio y celo; el sacerdote que es «alter Christus» debe meditar sobre Cristo, con Él y en Él.
La lectura espiritual resulta también necesaria para el sacerdote. Aparte de la meditación diaria de las cosas divinas, es muy importante que  lea asiduamente libros piadosos, sobre todo libros que estén inspirados por Dios. Tal como Pablo mandaba a Timoteo: "Dedícate a la lectura"; recuerda también el papa la necesidad de ser cautos y prudentes al elegir las lecturas.
El examen de conciencia hará que el sacerdote obtenga más provecho tanto de las lecturas como de la meditación; gran fruto se conseguirá si se cuida el examen con el cuidado que ponen los hombres en sus asuntos terrenos. El examen constante y bien hecho vigoriza el alma; descuidarlo, la pone en peligro; pues serían graves los daños de quienes descuidasen la confesión frecuente.

### Medios para perseverar
Antes de pasar a comentar los medios que deben utilizarse para perseverar, el papa insiste una vez más en que la Iglesia necesita sacerdotes santos.

Vosotros mismos, dondequiera que estéis, podéis ver en que momentos tan desdichados se encuentra la Iglesia por contravención a los designios de Dios. Daos cuenta también y meditad que tenéis el sagrado deber de estar decididamente a su lado para asistirla en sus tribulaciones, pues ella os ha revestido de una dignidad tan alta. Ahora más, que nunca se necesita una virtud grande en el Clero; una virtud ejemplar, ardiente, activa, dispuesta a hacer y a soportar grandes cosas por Cristo. Esta es Nuestra más ferviente oración por todos y cada uno de vosotros. Que en vosotros brille con esplendor inalterable la castidad, el mejor ornato, de nuestro, orden sacerdotal. Por el brillo de esta virtud el sacerdote se hace semejante a los ángeles, aparece más venerable ante el pueblo cristiano y es más fecundo en frutos de santidad. Que el respeto, y la obediencia prometidos a aquellos a quienes el Espíritu Santo ha puesto para regir la Iglesia, crezca cada día más en vosotros, y, sobre todo, que vuestros espíritus y vuestros corazones estén unidos por lazos de fidelidad cada vez más estrechos en la sumisión que se debe a esta Sede Apostólica.

Los retiros anuales y mensuales. Bien se hagan en privado, y mejor si se hace junto con otros. Un retiro de varios días cada año, y un retiro de algunas horas cada día. Recuerda el papa que ha dado en este sentido instrucciones al clero romano; y la satisfacción que le da comprobar que esta práctica "se ha establecido en muchos sitios, alentada por los Obispos, y a veces bajo su presidencia".
Las asociaciones sacerdotales son también de interés, pues crean vínculos fraternales más estrechos, bien se organicen para prestarse mutua ayuda en la necesidades, o para perfeccionar los conocimientos de las ciencias sagradas. "La historia de la Iglesia muestra los buenos resultados que dieron tales asociaciones, en tiempos en los que sacerdotes de algunos países vivían en comunidades. Nada impide hoy resucitar esta experiencia adaptándola a los diferentes lugares y ocupaciones".

### Despedida
El papa reza ardientemente por la santidad de los sacerdotes, confía en que es acompañado en esa oración por fieles de toda condición. Pide que el "santísimo Corazón de su Hijo derrame sobre todo el clero, los tesoros de gracia, de caridad y de toda virtud"; y se acoge a la ayuda de Dios. Agradece los deseos y felicitaciones que ha recibido por el 50 aniversario de su ordenación sacerdotal, y deja en manos de la Virgen María, Reina de los Apóstoles, sus intenciones.